# All I Have (singel)
All I Have – piosenka wydana na drugim singlu z trzeciego albumu Jennifer Lopez, This Is Me... Then. Singiel, wydany w  2002 roku, wyprodukowany został przez Lopez i Cory’ego Rooneya. Lopez zaśpiewała utwór z LL Cool J. „All I Have” znalazł się na szczycie amerykańskiej oraz nowozelandzkiej listy przebojów. Po sukcesie małej płyty, LL Cool J umieścił piosenkę na reedycji swojego albumu 10.

## Geneza
„All I Have” jest wzorowany na fragmentach piosenki „Very Special” Debry Laws z 1981 roku. Singiel początkowo miał nosić tytuł „I’m Good”, ale brzmiał zbyt podobnie do jej poprzedniego singla „I’m Real”.

## Listy przebojów
| Kraj              | Lista                          | Pozycja |
| ----------------- | ------------------------------ | ------- |
| Australia         | ARIA Singles Chart             | 2       |
| Austria           | Ö3 Austria Top 40              | 38      |
| Belgia            | Ultratop 50 Singles (Flandria) | 18      |
| Belgia            | Ultratop 50 Singles (Walonia)  | 16      |
| Francja           | Top 100                        | 29      |
| Holandia          | Single Top 100                 | 5       |
| Irlandia          | Irish Singles Chart            | 7       |
| Łotwa             | Airplay Top 40                 | 34      |
| Niemcy            | Top 100 Singles                | 19      |
| Nowa Zelandia     | Top 40 Singles Chart           | 1       |
| Szwajcaria        | Singles Top 75                 | 4       |
| Szwecja           | Singles Top 100                | 15      |
| Włochy            | FIMI Singles Chart             | 13      |
| Wielka Brytania   | Official Singles Chart Top 100 | 2       |
| Stany Zjednoczone | Hot 100                        | 1       |

| Kraj              | Lista                 | Pozycja |
| ----------------- | --------------------- | ------- |
| Stany Zjednoczone | Hot R&B/Hip-Hop Songs | 4       |